# Pave Simplicius
Pave Simplicius 1. (død 10. marts 483) var pave i perioden 468-483. Han blev helgenkåret efter sin død.
Simplicius stammede fra Tivoli, Italien og søn af en mand ved navn Castinus. Det meste af det, man kender til ham, stammer fra Liber Pontificalis.
Simplicius var tilhænger af beslutningen på det 4. økumeniske koncil i Kalkedon, hvor tilhængerne af Eutyches blev fordømt som kættere. Han støttede også italienerne mod plyndrende barbariske indtrængende, men måtte se til, da heruliske lejesoldater gjorde oprør og udråbte Odoaker til konge af Italien i 476 efter at have afsat Romulus Augustus, den sidste kejser i det Vestromerske rige. Odoaker foretog dog ikke de store forandringer vedrørende styret af Rom, som Simplicius sad solidt på. Overordnet set arbejdede denne på at fastholde Roms autoritet i den vestlige kirke.
Simplicius bliver endvidere krediteret for at have opført en kirke, der fik navn efter den kvindelige martyr og jomfru, Sankt Bibiana.
Hans festdag er dødsdagen, 10. marts.